# Eugenio Carmi
Eugenio Carmi (Genova, 17 febbraio 1920 – Lugano, 16 febbraio 2016) è stato un pittore italiano.

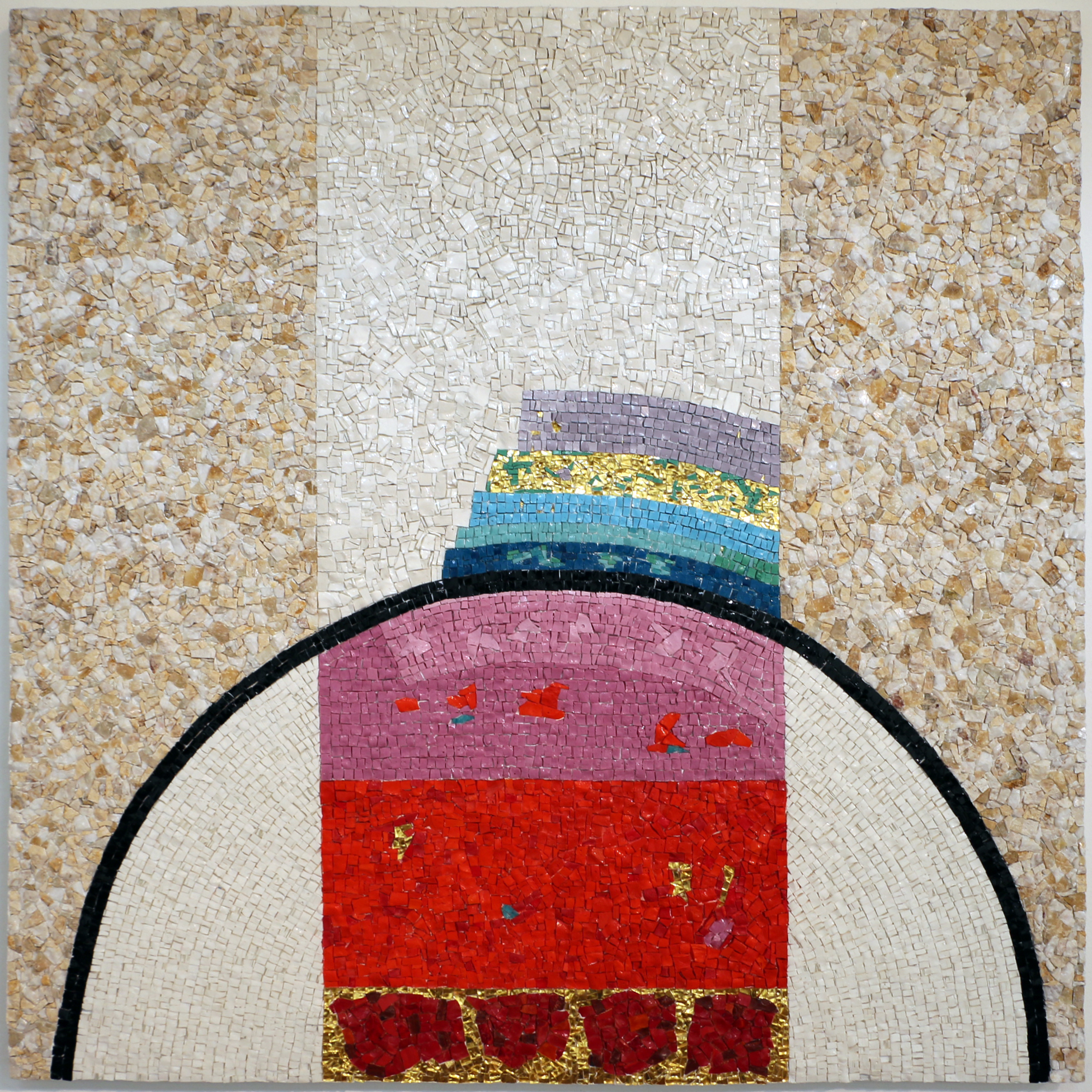
Scuola del mosaico dell'Accademia di Ravenna su disegno di Eugenio Carmi, Come sarebbe bello il mondo, 2009, Collezione Mosaici Moderni, Ravenna

Esponente dell'astrattismo italiano, nel 1966 ha esposto alla Biennale di Venezia.

## Biografia

Stemma della Regione Liguria realizzato da Eugenio Carmi

Eugenio Carmi, esule in Svizzera a causa delle persecuzioni razziali, completa gli studi a Zurigo.
Si diploma al liceo classico parificato italiano Istituto Montana a Zugo e poi si laurea in chimica al Politecnico federale di Zurigo. Tornato in Italia dopo la fine della Guerra riprende gli studi artistici (iniziati durante l'adolescenza) a Genova sotto la guida dello scultore Guido Galletti (1946) e a Torino come allievo di Felice Casorati.
Segue la lezione casoratiana fino all'inizio degli anni cinquanta, quando la sua pittura passa dal figurativo all'informale.

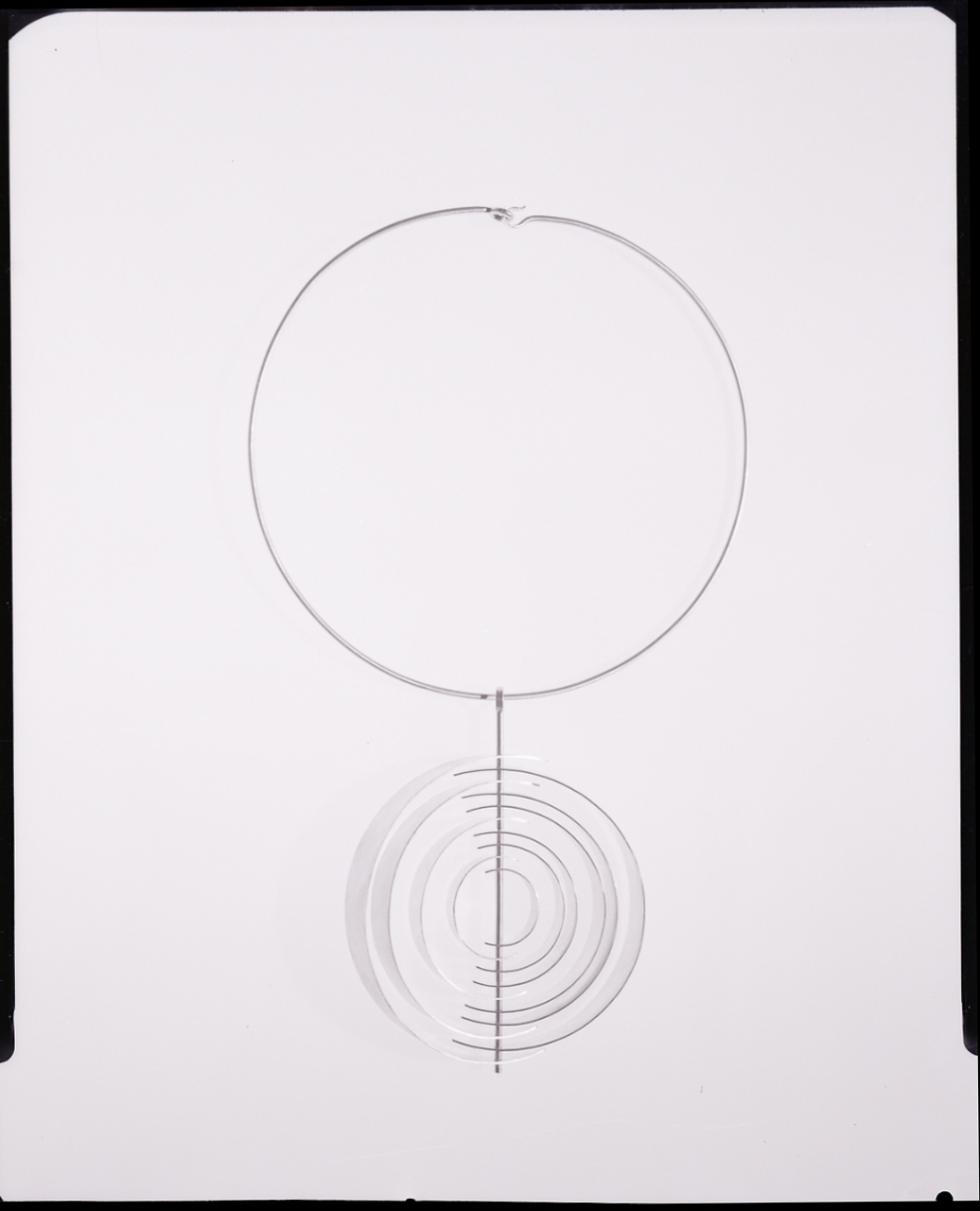
Gioiello disegnato da Eugenio Carmi. Foto di Paolo Monti, 1964.

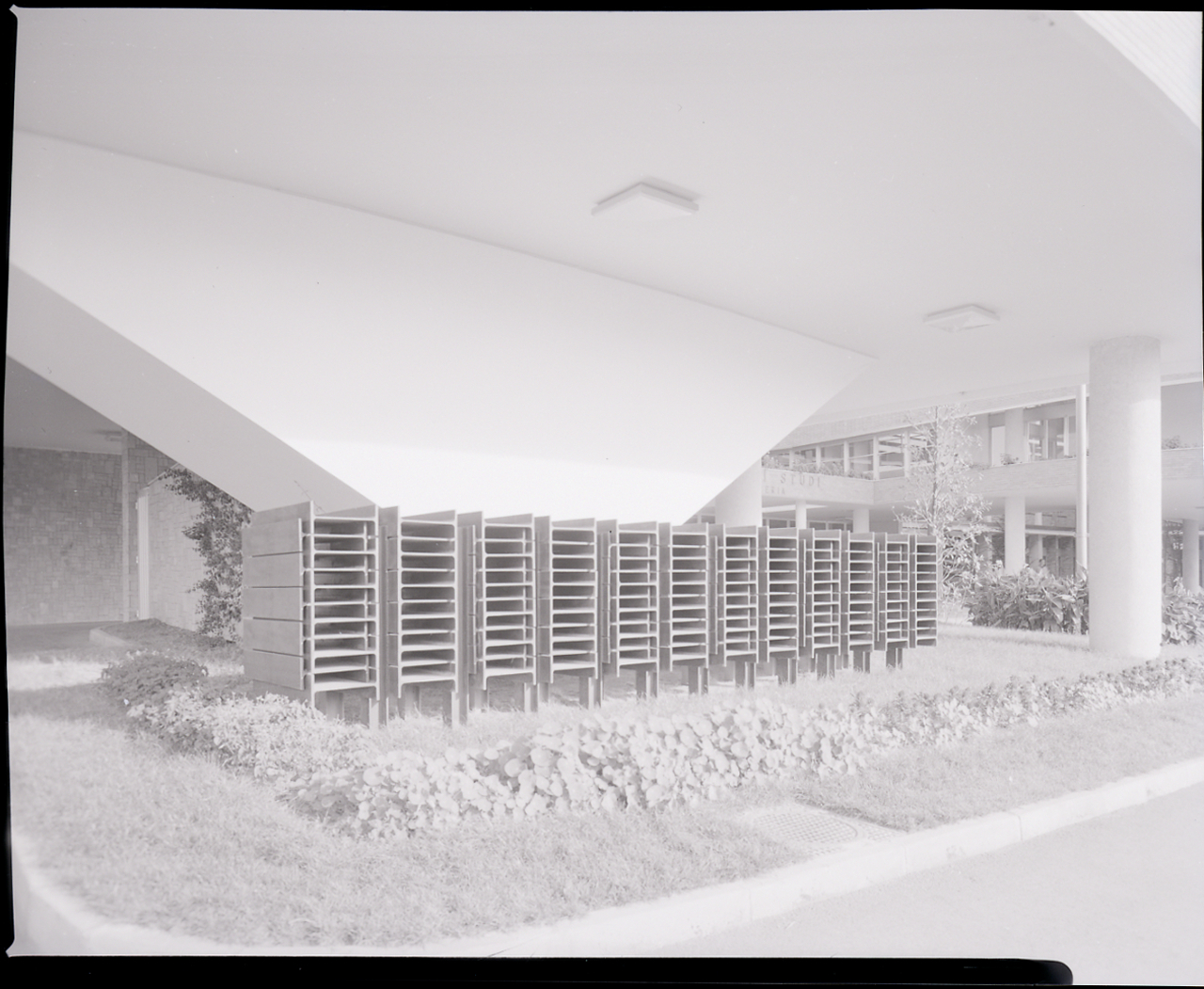
Scultura in ferro di Eugenio Carmi, ex Politecnico, Napoli. Foto di Paolo Monti, 1965.

Nel 1952 sposa Kiky Vices Vinci, giovane artista che conosce a Genova nel 1945 e con la quale, fin dall'inizio aveva condiviso le stesse passioni non solo per l'arte ma anche per la letteratura, il cinema, il teatro. Sono di questo periodo piccole tele e carte che raffigurano scorci di Genova colpita dalla guerra, realizzate sia da Eugenio che da Kiky.
Kiky Vices Vinci in seguito continuerà il suo percorso artistico creando quadri tridimensionali in cartone rigorosamente bianco, gioielli e sculture, preferendo però rimanere nell'ombra e fare pochissime mostre.
Nel 1956 dal centro di Genova si trasferiscono a Boccadasse, borgo di pescatori nella periferia della città: qui nascono Antonia, Stefano e Valentina, che si aggiungono alla prima figlia Francesca, nata nel 1952. È a Boccadasse che Carmi apre il suo primo studio di pittura, mentre contemporaneamente lavora come grafico pubblicitario e diventa membro dell'Alliance Graphique Internationale (1954).
Sono questi per Carmi anni estremamente fertili nei quali alla costante attività di pittore nel suo studio affianca iniziative artistiche tra le più importanti degli anni sessanta in Italia.
Dal 1956 al 1965 è responsabile dell'immagine per l'impianto siderurgico di Cornigliano (Italsider). Insieme a Gian Lupo Osti, direttore generale dell'Italsider e uomo colto e illuminato, e insieme a Carlo Fedeli, capo ufficio stampa, Carmi persegue l'idea che l'industria deve fare cultura ed è in quest'ottica che progetta e realizza operazioni visive e culturali d'avanguardia. Inoltre è responsabile di tutta l'immagine coordinata dell'azienda, per la quale realizza progetti rivoluzionari come la serie di cartelli antinfortunistici su cui scrisse anche Umberto Eco come esempio geniale di semiotica industriale. Dal 1957 al 1965 ricoprirà il ruolo di direttore artistico della rivista aziendale Cornigliano.
In questo periodo il ferro e l'acciaio sono materiali che Carmi incontra tutti i giorni e che diventano per lui un forte stimolo creativo. Nella sua prima mostra personale - presentata da Gillo Dorfles nel 1958 alla Galleria Numero di Firenze - protagonisti sono proprio gli smalti su acciaio e dal 1960 realizza diverse opere in ferro e acciaio saldati e le latte litografate. In ferro e acciaio è l'opera che nel 1962 presenta a Spoleto alla mostra Sculture nella città, organizzata da Giovanni Carandente nell'ambito del V Festival dei Due Mondi.
Notevole anche la collaborazione con l'industria tessile genovese MITA, per la quale Carmi disegnò stampe per tessuti, sciarpe, pannelli e arazzi, applicando la sua visione estetica ai processi di standardizzazione industriale.
In questo periodo coinvolge nelle sue iniziative amici artisti e intellettuali (Victor Vasarely, Umberto Eco, Max Bill, Konrad Wachsmann, Furio Colombo, Ugo Mulas, Kurt Blum, Emanuele Luzzati, Flavio Costantini) non soltanto all'interno della politica culturale dell'Italsider, ma anche nell'attività culturale della Galleria del Deposito, che Carmi fonda proprio a Boccadasse nel 1963. La Galleria del Deposito con i multipli intende proporre un'arte seriale accessibile a un pubblico più vasto e si pone all'interno delle discussioni internazionali sull'Arte Moltiplicata, rappresentandone uno degli esempi più importanti.
Dal 1956 diventa consulente artistico per la Cornigliano, in seguito Italsider, curando inizialmente la rivista di informazione destinata agli operai, affidando le copertine a vari artisti contemporanei. Nel 1965 progetta per l'Italsider una cartellonistica antinfortunistica da installare negli spazi del lavoro, un'opera poi intitolata Mani!, Testa!, Occhi!. 
L'amicizia e la stima reciproca che lo lega a Umberto Eco ha in questo periodo due frutti molto importanti: le favole per bambini e Stripsody. Nel 1966 per la casa editrice Bompiani escono tre favole di Eco illustrate da Carmi e poi riedite nel 1988 con nuove illustrazioni di Carmi e una favola in più. Stripsody è un progetto musicale sulle sonorità del fumetto, ideato e poi interpretato dalla geniale cantante Cathy Berberian, con testi di Eco e illustrazioni di Carmi.
Eugenio Carmi sempre affascinato dalle nuove possibilità tecnologiche, tra gli anni 60 e 70, è autore di opere sperimentali di arte cinetica e audiovisiva e realizza anche quelli che chiamerà segnali immaginari elettrici che saranno anche al centro di un'installazione provocatoria nelle strade della città di Caorle.
È in questa fase che nel 1966 è alla XXXIII edizione della Biennale di Venezia con l'opera elettronica SPCE (struttura policiclica a controllo elettronico), che gli vale anche l'invito da parte di Pierre Restany a partecipare con opere elettroniche alla mostra SuperLund in Svezia.
Nel 1971 si trasferisce con la famiglia a Milano, dove stabilisce il suo studio.
A questo punto, pur con incursioni in altri campi paralleli come la realizzazione di specchi e vetrate, la pittura, e sporadicamente la scultura - cui si era avvicinato nel periodo dell'Italsider - è al centro della sua attività. È proprio all'inizio degli anni settanta che approfondisce il linguaggio geometrico, già aperto con alcune esperienze precedenti (i cartelli antinfortunistici per l'Italsider, alcuni multipli per il Deposito e i segnali immaginari elettrici), sostituendolo a quello informale.
Nel 1979 realizza una rivista – che rimarrà numero unico – dal nome Res Publica, per la quale ottiene i contributi di intellettuali e artisti, tra i quali Umberto Eco, Antonio Porta, Gillo Dorfles, Richard Paul Lohse, Arnaldo Pomodoro, intorno al tema della civiltà dell'immagine.
Dagli anni ottanta tra le sue tele compare la juta che anticipa il successivo ritorno alla dimensione materica. L'evoluzione della sua arte, definitivamente approdata al linguaggio della geometria è in continua e graduale evoluzione. Sempre attraverso l'astrattismo geometrico, le sue forme si avvicinano sempre più al rapporto con la spiritualità.
Nel 2000 viene nominato Accademico di San Luca.
Nel 2006 viene commissionato dal Comune di Genova un documentario sulla sua esperienza come consulente artistico dell'industria Italsider nel periodo 1956-1965, in occasione di una serie di eventi culturali legati alla fabbrica.
Nel 2011 è presente, per la seconda volta, alla Biennale di Venezia.
Nel 2015 Genova, la sua città natale, gli ha dedicato una vasta mostra antologica a Palazzo Ducale, Eugenio Carmi Speed Limit 40, curata da Nicoletta Pallini. 
Da sue opere originali sono state realizzate acquetinte e serigrafie, spesso commissionate da istituzioni pubbliche e private.
Muore il 16 febbraio 2016, in una clinica di Lugano, un giorno prima del suo novantaseiesimo compleanno.

## Percorso artistico
Eugenio Carmi è uno dei maggiori esponenti dell'astrattismo italiano della seconda metà del novecento. Ai primissimi inizi figurativi influenzati dal suo maestro Felice Casorati seguono i due decenni cinquanta e sessanta, nei quali Carmi è noto internazionalmente per le sue opere informali. Dagli anni settanta passa all'astrattismo geometrico, rigoroso ma - come spesso suggerisce lui stesso nei titoli delle opere - ribelle. Dagli anni settanta ad oggi l'evoluzione è coerente e progressiva, partendo da geometrie dai colori decisi e dall'impatto quasi grafico, alle opere contemporanee estremamente materiche e poetiche che sembrano riallacciarsi alle sue opere informali.
Negli anni cinquanta e sessanta il suo lavoro artistico è decisamente influenzato dall'ambiente industriale, cui lui è strettamente legato attraverso la direzione artistica dell'industria siderurgica Italsider. In seguito la sua arte è maggiormente concentrata in studio, pur con altre incursioni nell'arte applicata. Dalle geometrie piatte degli anni settanta Carmi giunge alla materia delle ultime opere, incentrate sul tema delle leggi matematiche della natura.
Convinto che compito dell'arte è vedere e creare bellezza, in proposito scrive articoli e interviene in convegni e lezioni universitarie.

## Eugenio Carmi nei musei
- Zentrum für Kunst und Medientechnologie[13] di Karlsruhe
- Collezione della Camera dei deputati di Roma
- Ministero degli Esteri. Collezione d'arte contemporanea della Farnesina[14] di Roma
- MART di Rovereto
- MAR - Museo d'arte della città di Ravenna
- Galleria nazionale d'arte moderna di Roma
- Museo della Fondazione Mastroianni di Arpino
- Museo del Novecento[15] di Milano
- MOMA - The Museum of Modern Art[16] di New York
- MAGI '900 di Pieve di Cento (BO)